# Сядь за кермо моєї машини
«Сядь за кермо моєї машини» (яп. ドライブ・マイ・カー) — японський художній фільм режисера Рюсуке Хамаґучі, екранізація оповідання Харукі Муракамі. Прем'єра відбулася на Каннському кінофестивалі 2021 року, де картина отримала приз за найкращий сценарій.

## Сюжет
Головний герой – театральний режисер Юсуке Кафуку. Він любить п'єсу Чехова «Дядько Ваня» і знає її напам'ять. Ото Кафуку, дружина головного героя, диктує йому сценарії творів після того, як вони займаються сексом, а він їх записує. Через деякий час Ото знайомить Юсуке зі своїм колегою, молодим актором Такацукі Кодзі. Одного разу Юсуке відправляється на конференцію, але його політ скасовують, і він застає дружину за сексом з молодим коханцем вдома, і не втрачаючи самовладання видаляється, після чого відправляється в готель, не видавши своєї присутності. По поверненні з конференції, будучи в роздумах про зраду дружини, Юсуке потрапляє в аварію, але відбувається лише легким переляком. У лікарні за результатами аналізів лікар повідомляє йому та Ото, що у нього розвивається глаукома у лівому оці, що, ймовірно, і спричинило аварію. Ото турбується про стан чоловіка, але не розповідає йому про зраду, а Юсуке не знає, як про неї заговорити. Одного разу Ото каже, що хоче поговорити з Юсуке ввечері, але, повернувшись із роботи, він знаходить Ото бездиханною: вона померла від мозкового крововиливу.
Через два роки Юсуке запрошують поставити «Дядю Ваню» на театральному фестивалі у Хіросімі та дають водія, мовчазну дівчину у кепці, Місакі Ватарі. Між ними поступово виникають щирі, довірливі стосунки. Місакі розповідає йому про те, що народилася в селі на Хоккайдо і навчилася добре водити через те, що за неакуратне водіння її била мати, а також про те, що мати померла, коли їхню хату розчавив зсув. Юсуке проводить прослуховування і бере в п'єсу акторів, які грають різними мовами, у тому числі корейською жестовою мовою, а Такацукі, попри свою молодість, отримує роль Дяді Вані.
Такацукі запрошує Юсуке до бару, де кілька разів агресивно поводиться з іншими відвідувачами, а потім сідає до машини Юсуке, і Місакі підвозить його до готелю. Всю подорож вони обговорюють Ото. Такацукі розповідає Юсуке закінчення останнього сценарію Ото. Юсуке повідомляє, що не говорив дружині про те, що знає про її численні зради, бо боявся її втратити, і про те, як вони втратили чотирирічну дочку, якій зараз було б 23 (вік Місакі).
На одній із наступних репетицій Такацукі заарештовує поліція: у барі він побив чоловіка, який згодом помер. Продюсери вистави вмовляють Юсуке зіграти Дядю Ваню. Він вирушає разом із Місакі на її батьківщину, щоб обміркувати свої дії.
На Хоккайдо Місакі зізнається, що не стала рятувати свою матір під час зсуву ґрунту, хоча в неї був на це час. Юсуке у відповідь зізнається, що спеціально спізнився з роботи в день смерті Ото, боячись скандалу. Після цього вони повертаються до Хіросіми і Юсуке грає Дядю Ваню, публіка приймає спектакль овацією.
Остання сцена фільму — Місакі, яка переїхала до Південної Кореї, купує продукти в супермаркеті та сідає в машину тієї ж марки, як у Юсуке, де сидить собака.

## У ролях
- Хідетоші Нісідзіма — Юсуке Кафуку
- Токо Міура — Місакі Ватарі
- Масакі Окада — Кодзі Такацукі
- Рейка Кірісіма — Ото Кафуку
- Пак Ю-рім — Лі Юн-а
- Чжин Тейон — Кон Юнсу
- Соня Юань — Дженіс Чан
- Сатоко Абе — Юхара

## Виробництво та прем'єра
Фільм був уперше показаний на кінофестивалі у Каннах у липні 2021 року в рамках основної програми.

## Відгуки та оцінки
Фільм став переможцем голосування журі Screen International. За словами Лізи Ніссельсон зі Screen Daily, «Сядь за кермо моєї машини» — картина «явно не для широкої публіки», яка, втім, відрізняється привабливими персонажами, добре опрацьованим сюжетом і якісною музикою. Стівен Далтон із The Hollywood Reporter відзначив дуже повільний темп розвитку сюжету та великоваговість картини, які частково врівноважуються поетичністю сюжету та добротністю режисури.
Згідно з агрегатором Rotten Tomatoes, 98 % відгуків критиків на фільм були позитивними (зі 104 рецензій). Згідно з агрегатором Metacritic, фільм отримав від критиків середню оцінку 9 з 10 (на основі 35 рецензій). Кілька десятків видань включили його до своїх списків кращих фільмів року, а Los Angeles Times, The New York Times та The Wall Street Journal назвали його найкращим фільмом року. За включеннями до списків кращих за рік фільм поступився тільки картині «У руках пса».

## Нагороди
| Рік  | Нагорода                                    | Категорія                                               | Отримувач                    | Результат |
| ---- | ------------------------------------------- | ------------------------------------------------------- | ---------------------------- | --------- |
| 2021 | Каннський кінофестиваль                     | Золота пальмова гілка                                   | Рюсуке Хамагучі              | Номінація |
| 2021 | Каннський кінофестиваль                     | Найкращий сценарій                                      | Рюсуке Хамагучі, Такамаса Ое | Перемога  |
| 2021 | Каннський кінофестиваль                     | Приз ФІПРЕССІ                                           | Рюсуке Хамагучі              | Перемога  |
| 2021 | Каннський кінофестиваль                     | Приз екуменічного журі                                  | Рюсуке Хамагучі              | Перемога  |
| 2021 | Спілка кінокритиків Бостона                 | Найкращий фільм                                         | «Сядь за кермо моєї машини»  | Перемога  |
| 2021 | Спілка кінокритиків Бостона                 | Найкращий актор                                         | Хідетоші Нісідзіма           | Перемога  |
| 2021 | Спілка кінокритиків Бостона                 | Найкращий режисер                                       | Рюсуке Хамагучі              | Перемога  |
| 2021 | Спілка кінокритиків Бостона                 | Найкращий сценарій                                      | Рюсуке Хамагучі, Такамаса Ое | Перемога  |
| 2021 | Міжнародний кінофестиваль у Чикаго          | Приз глядацьких симпатій за найкращий міжнародний фільм | Рюсуке Хамагучі              | Перемога  |
| 2021 | Міжнародний кінофестиваль у Чикаго          | Срібний Г'юго                                           | Рюсуке Хамагучі              | Перемога  |
| 2021 | Готем                                       | Найкращий фільм іноземною мовою                         | Рюсуке Хамагучі              | Перемога  |
| 2021 | Премія асоціації кінокритиків Лос-Анджелеса | Найкращий фільм                                         | «Сядь за кермо моєї машини»  | Перемога  |
| 2021 | Премія асоціації кінокритиків Лос-Анджелеса | Найкращий режисер                                       | Рюсуке Хамагучі              | Номінація |
| 2021 | Премія асоціації кінокритиків Лос-Анджелеса | Найкращий сценарій                                      | Рюсуке Хамагучі, Такамаса Ое | Перемога  |
| 2021 | Премія спільноти кінокритиків Нью-Йорка     | Найкращий фільм                                         | «Сядь за кермо моєї машини»  | Перемога  |
| 2022 | Оскар                                       | Найкращий фільм                                         | «Сядь за кермо моєї машини»  | Номінація |
| 2022 | Оскар                                       | Найкраща режисерська робота                             | Рюсуке Хамагучі              | Номінація |
| 2022 | Оскар                                       | Найкращий адаптований сценарій                          | Рюсуке Хамагучі, Такамаса Ое | Номінація |
| 2022 | Оскар                                       | Найкращий міжнародний художній фільм                    | «Сядь за кермо моєї машини»  | Перемога  |
| 2022 | БАФТА                                       | Найкраща режисерська робота                             | Рюсуке Хамагучі              | Номінація |
| 2022 | БАФТА                                       | Найкращий адаптований сценарій                          | Рюсуке Хамагучі, Такамаса Ое | Номінація |
| 2022 | БАФТА                                       | Найкращий неангломовний фільм                           | «Сядь за кермо моєї машини»  | Перемога  |
| 2022 | Золотий глобус                              | Найкращий фільм іноземною мовою                         | Японія                       | Перемога  |
| 2022 | Супутник                                    | Найкращий фільм іноземною мовою                         | Японія                       | Перемога  |
| 2022 | Міжнародний кінофестиваль «Брати Манакі»    | Бронзова камера 300                                     | Хідетоші Нісідзіма           | Перемога  |
| 2022 | Вибір критиків                              | Найкращий фільм іноземною мовою                         | «Сядь за кермо моєї машини»  | Перемога  |
| 2022 | Сезар                                       | Найкращий фільм іноземною мовою                         | Рюсуке Хамагучі              | Номінація |
| 2022 | Асоціація кінокритиків Чикаго               | Найкращий фільм іноземною мовою                         | «Сядь за кермо моєї машини»  | Перемога  |
| 2022 | Незалежний дух                              | Найкращий фільм іноземною мовою                         | Японія                       | Перемога  |
| 2022 | Премія Японської академії                   | Найкращий фільм року                                    | «Сядь за кермо моєї машини»  | Перемога  |
| 2022 | Премія Японської академії                   | Найкращий режисер року                                  | Рюсуке Хамагучі              | Перемога  |
| 2022 | Премія Японської академії                   | Найкращий сценарій року                                 | Рюсуке Хамагучі, Такамаса Ое | Перемога  |
| 2022 | Премія Японської академії                   | Найкращий актор                                         | Хідетоші Нісідзіма           | Перемога  |
| 2022 | Премія Японської академії                   | Видатні досягнення в операторській майстерності         | Хідетоші Шіномія             | Перемога  |
| 2022 | Премія Японської академії                   | Видатні досягнення в освітленні                         | Тайкі Такай                  | Перемога  |
| 2022 | Премія Японської академії                   | Видатні досягнення у звуці                              | Кадоакі Ізута, Мікі Номура   | Перемога  |
| 2022 | Премія Японської академії                   | Видатні досягнення у монтажі                            | Азуса Ямазакі                | Перемога  |
| 2022 | Премія Японської академії                   | Новачок року                                            | Токо Міура                   | Перемога  |
| 2022 | Премія Лондонського гуртка кінокритиків     | Найкращий фільм року                                    | «Сядь за кермо моєї машини»  | Номінація |
| 2022 | Премія Лондонського гуртка кінокритиків     | Найкращий фільм року іноземною мовою                    | «Сядь за кермо моєї машини»  | Перемога  |
| 2022 | Премія Лондонського гуртка кінокритиків     | Найкраща режисерська робота року                        | Рюсуке Хамагучі              | Номінація |
| 2022 | Премія Лондонського гуртка кінокритиків     | Найкращий сценарист року                                | Рюсуке Хамагучі, Такамаса Ое | Перемога  |
| 2022 | Премія національної спілки кінокритиків США | Найкращий фільм                                         | «Сядь за кермо моєї машини»  | Перемога  |
| 2022 | Премія національної спілки кінокритиків США | Найкращий сценарій                                      | Рюсуке Хамагучі, Такамаса Ое | Перемога  |
| 2022 | Премія національної спілки кінокритиків США | Найкращий актор                                         | Хідетоші Нісідзіма           | Перемога  |
| 2022 | Премія національної спілки кінокритиків США | Найкращий режисер                                       | Рюсуке Хамагучі              | Перемога  |
| 2022 | Міжнародний кінофестиваль у Сан-Себастьяні  | Приз ФІПРЕССІ                                           | Рюсуке Хамагучі              | Перемога  |
| 2023 | Боділ                                       | Найкращий неамериканський фільм                         | «Сядь за кермо моєї машини»  | Номінація |
| 2023 | Азійська кінопремія                         | Найкращий фільм                                         | «Сядь за кермо моєї машини»  | Перемога  |
| 2023 | Азійська кінопремія                         | Найкращий режисер                                       | Рюсуке Хамагучі              | Номінація |
| 2023 | Азійська кінопремія                         | Найкращий актор                                         | Хідетоші Нісідзіма           | Номінація |
| 2023 | Азійська кінопремія                         | Найкращий актор другого плану                           | Масакі Окада                 | Номінація |
| 2023 | Азійська кінопремія                         | Найкращий сценарист                                     | Рюсуке Хамагучі, Такамаса Ое | Номінація |
| 2023 | Азійська кінопремія                         | Найкращий монтаж                                        | Азуса Ямазакі                | Перемога  |
| 2023 | Азійська кінопремія                         | Найкращий звук                                          | Мікі Номура, Тацуя Обо       | Номінація |
| 2023 | Азійська кінопремія                         | Найкраща оригінальна музика                             | Ейко Ішібаші                 | Перемога  |